# Тай-брейк
Тай-брейк («прекращение ничьей» от англ. tie — ничья + break — ломать, прекращать) — специальная укороченная партия (в теннисе (гейм), волейболе (короткий сет) и других видах спорта) или дополнительный матч (Кёрлинг), для выявления победителя при ничейном счёте.

## Теннис

### Когда играется
В одиночном теннисе тай-брейк играется обычно при счёте 6:6 по геймам. Тай-брейк ведётся до 7 очков. Если при 7 очках разница в очках соперников меньше 2, то тай-брейк продолжается до разницы в 2 очка.
Турниры Большого шлема анонсировали важное изменение в правилах. С «Ролан Гаррос» 2022 на всех ТБШ теннисисты при счёте 6:6 в решающем сете будут играть тай-брейк до 10 очков. То есть игрок, набравший 10 очков, с преимуществом в 2 и более станет победителем встречи.
Изменение принято с целью обеспечения большей согласованности в правилах турниров «Большого шлема». Оно касается всех матчей: квалификационных, мужских и женских в одиночном разряде и мужских и женских в парном разряде.
Ранее правила, касающиеся этого пункта, на ТБШ разнились. На Уимблдоне играли стандартный тай-брейк до семи очков в решающем сете при счёте 12:12, на US Open – при счёте 6:6, на Australian Open проводился тай-брейк до 10 очков при счёте 6:6, на «Ролан Гаррос» играли решающий сет без тай-брейка.
В парном теннисе, кроме тай-брейков в обычном сете, при равном счёте по сетам может играться решающий сет в формате тай-брейка. В таком случае игра ведётся до 10 очков и может продолжаться далее до перевеса одной из пар в 2 очка.

### Как играется
Подающий игрок делает первую подачу, затем противник делает две подачи, далее смена идет через две подачи. Тай-брейк длится столько, сколько необходимо, пока не будет достигнута разница в два очка. Смена площадок происходит после каждых 6 очков.

## Волейбол

### Когда играется
Тай-брейк в волейболе играется при счёте партий 2:2.

### Как играется
Решающая (пятая) партия играется до 15 очков с минимальным преимуществом в 2 очка. В случае равного счёта 14:14, игра продолжается до достижения преимущества в 2 очка (16:14, 17:15, ..:).

## Бадминтон

### Когда играется
Тай-брейк в бадминтоне играется при счёте в гейме 20:20.

### Как играется
При счёте «20-20» сторона, которая первая набирает разницу в 2 очка, выигрывает гейм. При счёте «29-29» сторона, выигравшая 30-е очко, выигрывает гейм.

## Шахматы

### Когда играется
Тай-брейк в шахматах играется при равенстве очков у действующего чемпиона и претендента в матчах за звание чемпиона мира по шахматам. По правилам чемпионского матча тай-брейк состоит из 4 партий в быстрые шахматы. На партию каждому игроку отводится 25 минут с добавлением 10 секунд на каждый ход. Если и эти партии закончатся вничью, то будут сыграны ещё две блицпартии, на каждую из которых шахматистам отведут по 5 минут плюс 3 секунды за ход. Если счёт остается равным, то сыграют ещё один матч из двух блицпартий. В общей сложности таких матчей может быть не более пяти. Если и эти 10 партий не выявят победителя, то гроссмейстерам предстоит сыграть решающую партию «Армагеддон».

## Кёрлинг

### Когда играется
Тай-брейк в кёрлинге проводится при одинаковом количестве побед по результатам группового этапа.

### Как играется
После окончания группового раунда и до начала игр плей-офф проводится дополнительный матч (в случае равенства трех и более команд - дополнительные матчи). Наличие матчей тай-брейка в турнире обусловлено регламентом. То есть не в каждом турнире проводится тай-брейк (например, Чемпионаты мира и Олимпийские Игры). Без тай-брейка лучший при равенстве побед по окончании группового этапа определяется по дополнительным показателям, таким как постановочные броски или результат личной встречи на групповом этапе.